# Щапова, Елена Сергеевна
Еле́на Серге́евна Ща́пова де Ка́рли (урождённая Козлова; род. 22 июня 1950, Москва) — модель, литератор. Первая русская манекенщица в Нью-Йорке.

## Биография
Была замужем за художником-графиком Виктором Щаповым.
В 1974 году вместе со вторым мужем, писателем Эдуардом Лимоновым, через Вену эмигрировала в США. Впоследствии вышла замуж за графа Джанфранко де Карли (1935—2000) и получила итальянское гражданство. Дочь от этого брака — Анастасия де Карли (род. 1997).
Елена Щапова — прототип главной героини романа Лимонова «Это я, Эдичка». В 1984 году в Нью-Йорке опубликовала книгу «Это я, Елена» (переиздана в Москве в 2008-м), ставшую ответом на книгу бывшего мужа.
Снялась в эпизодической роли в фильме «Вешние воды» по одноимённой повести Ивана Тургенева.
В фильме Кирилла Серебренникова «Лимонов, баллада об Эдичке» Щапову играет Виктория Мирошниченко.

## Награды
- Командор ордена «За заслуги перед Итальянской Республикой» (2 июня 1991 года)[1]